# Fernandoa guangxiensis
Fernandoa guangxiensis là một loài thực vật có hoa trong họ Chùm ớt. Loài này được D.D.Tao mô tả khoa học đầu tiên năm 1986.